# Joëlle Bergeron
Joëlle Bergeron (Charlieu, 28 giugno 1949) è una politica francese, deputata al Parlamento Europeo dal 2014 al 2019.

## Biografia
Divenne un membro tesserato del Fronte Nazionale quando venne creato nel 1972 e alla fine degli anni '70 è stata responsabile per la sezione del partito in Bretagna.
Il suo defunto marito Daniel Bergeron è stato membro del Comitato Centrale del Fronte Nazionale e candidato per il partito nelle elezioni nazionali, regionali e locali e dopo la sua morte, ha preso il suo posto come candidato del Fronte nazionale per le elezioni cantonali del 2011 a Lorient, ottenendo il 15.39% dei voti nel Lorient del Nord, e più tardi nella posizione come candidato per il partito nelle elezioni senatoriali e nazionali dell'Assemblea.  Venne eletta come membro del Fronte Nazionale nelle elezioni europee del maggio 2014, ma le venne chiesto di dimettersi a favore di Gilles Pennelle, dopo aver chiesto che agli immigrati europei fosse dato il diritto di voto. Lei rifiutò e si dimise dal partito due giorni dopo l'elezione sedendo come eurodeputata indipendente.
Il 18 giugno venne annunciato che si stava unendo al gruppo Europa della Libertà e della Democrazia Diretta (EFDD) nel Parlamento europeo, che è guidato da Nigel Farage del Partito per l'Indipendenza del Regno Unito.
Nonostante la sua precedente appartenenza di 42 anni nel Fronte Nazionale e la sua attività di organizzazione di lunga data in esso, l'EFDD dichiarò, annunciando la sua ammissione al gruppo, che aveva «aderito al Fronte Nazionale (Francia) con grandi speranze ma si era resa conto che la loro filosofia era molto diversa", aggiungendo che era un'"anglofila, con il desiderio di autodeterminazione democratica e il rispetto tra le diverse nazioni".
Nell'aprile 2016 la Bergeron si dimise dall'incarico di consigliere comunale di Lorient, sostenendo che "non era più legittimata a restare eletta a Lorient" dopo aver venduto il suo appartamento. Spiegò che le sue dimissioni erano dovute anche al fatto di non poter più partecipare alle riunioni consiliari che si tenevano il giovedì sera in quanto impegnata a Bruxelles..
Nel maggio 2019 ha aderito al Partito cristiano democratico (PCD).